# 도시마촌 (히로시마현)
도시마촌(戸島村)은 히로시마현 다카타군에 설치되었던 촌이다. 현재의 아키타카타시에 해당한다.

## 역사
- 1889년 4월 1일 - 정촌제 시행에 의해 다카타군 도시마촌이 단독으로 촌제를 시행해 발족하였다.
- 1929년 4월 1일 - 나가타촌, 사카촌과 합병해 무카이하라촌이 신설하여 폐지되었다.

## 참고문헌
- 角川日本地名大辞典 34 広島県
- 『市町村名変遷辞典』東京堂出版、1990年。